# Adolphe Sicé
Marie Eugène Adolphe Sicé est un médecin militaire et un résistant français, né le 23 décembre 1885 à Saint-Pierre (Martinique), mort le 21 mars 1957 à Bâle (Suisse).

## Jeunesse et formation
Petit-fils d'un gouverneur des colonies et fils d'un magistrat, il perd sa mère très jeune, et il est élevé par sa tante, que son père épouse en secondes noces. Après des études à la faculté de médecine de Bordeaux, il est reçu au concours d'anatomie en 1909, sort diplômé de l'École de santé navale deux ans plus tard et devient docteur en médecine en 1911. Il suit ensuite le stage de médecine tropicale de l’École du Pharo à Marseille.

## Maroc et Première Guerre mondiale
Médecin aide-major de 1re classe, il participe aux opérations militaires au Maroc de 1912 à 1914, dont il revient blessé et avec trois citations, et rencontre le maréchal Lyautey. En France en août 1914, il sert au sein de la 1re division mixte marocaine. En juin 1915, un éclat d'obus le blesse au genou à Plessis-de-Roye (Oise).
À la fin de 1916, médecin major de 2e classe, Adolphe Sicé est chargé d'une mission d'étude scientifique au Cameroun ; il y commence ses travaux sur la maladie du sommeil.

## Entre-deux-guerres
À son retour en France en octobre 1918, il sert au 1er régiment d'infanterie coloniale, avant de retourner en Afrique-Équatoriale française (AEF) comme directeur du laboratoire de recherches de Libreville (Gabon) en 1920. Puis on lui confie les services sanitaires et médicaux de la province de Fort-Dauphin, à Madagascar, pendant l'épidémie de peste de 1923 à 1926.
En 1927, il est nommé à la tête de l'Institut Pasteur de Brazzaville, où il demeure jusqu'en 1932, date de son retour en France avec le grade de médecin lieutenant-colonel. Après avoir enseigné à la chaire d'épidémiologie et de prophylaxie de l'École d'application du service de santé des troupes coloniales de Marseille, promu médecin colonel en 1935, il est nommé en 1937 directeur des services sanitaires du Soudan, où il consacre ses recherches à la fièvre jaune et à la méningite cérébro-spinale.
Nommé général en 1939 et directeur du service de santé du 15e corps d'armée en campagne, il est directeur général des services sanitaires et médicaux de l'AEF en avril 1940.

## Seconde Guerre mondiale
À l'annonce de la défaite de juin 1940, il se met au service du général de Gaulle, s'engageant en faveur du ralliement de l'AEF à la France libre entre juin et août. Il organise le ralliement du Moyen-Congo et la prise de fonction du général Edgard de Larminat.
Le 5 septembre 1941, la cour martiale de Gannat le condamne par contumace à la peine de mort et à la confiscation générale de ses biens pour « crimes et manœuvres contre l'unité et la sauvegarde de la patrie ».
Il participa à la création en 1940 de Fidel Armor, devenue ensuite, Sao Breiz, l'amicale des Bretons de la France libre, qu'il dirigea avec le Docteur Vourc'h. Il est également commissaire du scoutisme de la France Libre.
Nommé directeur du Service de santé de l’Afrique française libre et membre du Conseil de défense de l'Empire en octobre 1940, il est victime, lors d'une tournée, d'un accident d'avion à Bitam (Gabon), le 7 février 1941. S'il n'est que blessé, le lieutenant-colonel André Parant, lui, est tué.
Haut-commissaire de l'Afrique française libre en juillet 1941, il est fait compagnon de la Libération dès le 1er août, il intègre le conseil de l'ordre de la Libération. Il est tout au long de sa carrière considéré comme « un modèle de noblesse, de désintéressement et de charité ».
En juin 1942, il quitte le Haut-commissariat (fonction supprimée) après une mission aux États-Unis et rejoint Londres à la demande du général de Gaulle, qui le nomme inspecteur général des services sanitaires et sociaux en juillet.
Envoyé en mission en Afrique en février 1943, le médecin général inspecteur Sicé facilite en particulier le ralliement des français de Madagascar quand, en 1944, il se voit confier l'organisation du service sanitaire du corps expéditionnaire allié qui doit débarquer en France, en liaison avec la direction des services de santé des armées alliées.

## Après guerre
Après son départ du service actif, en décembre 1945, il devient vice-président, puis président en 1946 de la Croix-Rouge française.
Titulaire de la chaire de l'Institut de médecine tropicale de l'Université de Bâle (Suisse) en février 1947, il est désigné par le Conseil de la République en 1952 pour siéger à l'assemblée de l'Union française.
Il meurt le 21 mars 1957 dans une clinique de Bâle, il est inhumé d'abord à Toulon, puis au cimetière de Passy, à Paris.

## Décorations
- Grand officier de la Légion d'honneur
- Compagnon de la Libération par décret du 1er août 1941[6]
- Croix de guerre 1914–1918 (4 citations)
- Croix de guerre 1939–1945 (1 citation)
- Croix de guerre des Théâtres d'opérations extérieurs(3 citations)
- Médaille coloniale avec agrafes « Maroc », « Koufra », « AFL », « AEF »
- Médaille commémorative de la guerre 1914–1918
- Médaille interalliée de la Victoire
- Médaille commémorative du Maroc
- Médaille d'honneur du service de santé de la Marine
- Officier de l'Étoile d'Anjouan
- Très vénérable ordre de Saint-Jean
- Officier de l'ordre Polonia Restituta
- Officier de l'ordre du Ouissam alaouite
- Officier de l'Étoile noire
- Médaille de la Croix-Rouge française
- Officier de l'ordre de la Couronne

## Œuvres
- La trypanosomiase humaine en Afrique intertropicale (préface du professeur Félix Mesnil), Vigot frères, 1937, 306 pages.
- Précis de médecine coloniale (en collaboration avec Charles Joyeux), Masson, 1937, 1250 pages.
- L'Afrique équatoriale française et le Cameroun au service de la France, PUF, 1946.
- Précis de médecine des pays chauds (en collaboration avec Charles Joyeux), Masson, 1950, 1072 pages.